# Fédération française de bowling et de sports de quilles
La Fédération française de bowling et de sports de quilles (FFBSQ) est l'instance gérant le bowling et les sports de quilles en France. 
Fondée en 1957, elle regroupe huit disciplines : 
- Bowling
- Ninepin Bowling Classic
- Ninepin Bowling Schere
- Saint-Gall
- Quille de 6
- Quille de 8
- Quille de 9
- Quilles au maillet

La discipline Bowling est majoritairement représentée sur l’ensemble du territoire et regroupe près de 13 500 licenciés en France.[Quand ?][réf. nécessaire]
Les autres disciplines sont culturellement ancrées sur des territoires spécifiques :
- au nord-est, les disciplines internationales
- au sud-ouest les disciplines nationales